# Сложность Лемпеля — Зива
Сложность Лемпеля-Зива (Lempel-Ziv Complexity) - алгоритм для вычисления Колмогоровской сложности, который может быть исполнен на любом языке программирования, поддерживающем операции копирования и вставки в строку. Несмотря на простоту данного алгоритма, он является очень мощным и быстрым. 
Сложность Лемпеля-Зива была впервые представлена в статье под названием On the Complexity of Finite Sequences (IEEE Trans. On IT-22,1 1976) двумя израильскими учеными, Авраамом Лемпелем и Яаковом Зивом. Данная мера сложности связана с Колмогоровской сложностью, но единственная функция, которую она использует - рекурсивная копия.
Механизм, лежащий в основе данного измерения сложности, является отправной точкой для некоторых алгоритмов сжатия без потерь, таких как LZ77, LZ78 и LZW. Несмотря на то, что она основана на элементарном принципе копирования слов, эта мера сложности не слишком ограничительна в том смысле, что она удовлетворяет основным качествам, ожидаемым такой мерой: последовательности с определенной регулярностью не имеют слишком большой сложности, и сложность возрастает по мере увеличения длины и неоднородности.
Сложность Лемпеля-Зива можно использовать для измерения повторяемости бинарных последовательностей и текста, например, текстов песен.

## Принцип вычисления
Пусть S - двоичная последовательность длины n, для которой мы хотим вычислить сложность Лемпеля-Зива, обозначенную как C(S). Последовательность рассматривается слева направо.
Представим, что у нас имеется разделяющая линия, которую мы можем перемещать в двоичной последовательности по мере вычисления. Вначале эта линия устанавливается сразу после первого символа, в начале последовательности. Обозначим данную позицию - позицией 1, откуда мы должны переместить ее в позицию 2, которая считается начальной позицией для следующего шага, и так далее. Мы должны переместить разделитель (начиная с позиции 1) еще дальше вправо, чтобы слово между позицией 1 и позицией разделителя было подсловом последовательности, которая начинается перед позицией 1 разделителя.
Как только разделитель установлен в позицию, где это условие не выполняется, мы останавливаемся, перемещаем разделитель в эту позицию и начинаем снова, отмечая эту позицию как новую начальную позицию (то есть позицию 1). Продолжайте итерации до конца последовательности. Сложность Лемпеля-Зива соответствует числу итераций, необходимых для завершения этой процедуры.
Иными словами, сложность Лемпеля-Зива - это количество различных подстрок (или подслов), встречающихся при просмотре двоичной последовательности в виде потока (слева направо).

## Математическое объяснение

### Обозначения
Обозначим S, как двоичную последовательность длины n. Пусть S (i, j) с {\displaystyle {\displaystyle 1\leq i,j\leq n}} будет подпоследовательностью S с началом i и концом j (если j <i , S (i, j) - пустая строка). Длина n в S обозначена как l(S), а последовательность Q называется фиксированным префиксом S, если:
{\displaystyle {\displaystyle \exists j<{\text{l(S), т.ч. S(1,j) = Q .}}}}

### Воспроизводимость и производительность
С одной стороны, последовательность S длины n называется воспроизводимой из ее префикса S (1, j), когда S (j + 1, n) является подсловом S (1, n-1). Это обозначается S (1, j) → S.
Иными словами, S воспроизводится из своего префикса S (1, j), если остальная часть последовательности, S (j + 1, n), является не чем иным, как копией другого подслова (начиная с индекса i < j +1) из S (1, n-1).
Чтобы доказать, что последовательность S может быть воспроизведена одним из ее префиксов S (1, j), необходимо показать, что:
{\displaystyle {\displaystyle \exists p\leq j,{\text{ т.ч.  }}S(j+1,n)=S(p,l(S(j+1,n))+p-1)}}
С другой стороны, производительность определяется из воспроизводимости: последовательность S получается из ее префикса S (1, j), если S (1, n-1) воспроизводимо из S (1, j). Это обозначается S (1, j) ⇒S. Иными словами, S (j + 1, n-1) должна быть копией другого подслова S (1, n-2). Последний символ S может быть новым символом (но не может быть), что может привести к созданию нового подслово (отсюда и термин «производительность»).

### Исчерпывающая история и сложность
Из определения продуктивности, пустая строка Λ = S(1,0) ⇒ S(1,1). Таким образом, с помощью рекурсивного производственного процесса на шаге i мы имеем S (1, {\displaystyle h_{i}}) ⇒ S (1, {\displaystyle h_{i}}+1), поэтому мы можем построить S из его префиксов. И так как S (1, i) ⇒ S (1, i+1) (с {\displaystyle h_{i}}+1 = {\displaystyle h_{i}}+1) всегда верно, этот процесс производства S занимает не более n = l(S) шагов. Пусть m, {\displaystyle {\displaystyle 1\leq {\text{m}}\leq l(S)}}, будет количеством необходимых шагов для этого процесса S. S может быть записана в разложенном виде, называемом историей S, и обозначена H(S), определяемая как:
{\displaystyle {\displaystyle H(S)=S(1,h_{1})S(h_{1}+1,h_{2})\dotsm S(h_{m-1}+1,h_{m})}} {\displaystyle {\displaystyle H_{i}(S)=S(h_{i-1}+1,h_{i}),i=1,2\dotsm m,{\text{where}}\;h_{0}=0,h_{1}=1,h_{m}=l(S)},} называется компонентом H(S).
Компонент S, {\displaystyle H_{i}}(S), называется исчерпывающим, если S(1, {\displaystyle h_{i}}) - самая длинная последовательность, создаваемая S (1,{\displaystyle h_{i}}-1) (т. e. S (1, {\displaystyle h_{i}}-1) ⇒ S(1, {\displaystyle h_{i}})) но так, чтобы S (1, {\displaystyle h_{i}}-1) не создавал S (1, {\displaystyle h_{i}}). T.е: {\displaystyle {\displaystyle S(1,h_{i}-1)\nrightarrow S(1,h_{i})}} Индекс p, который позволяет иметь самую длинную продукцию, называется указателем.
История S называется исчерпывающей, если все ее компоненты являются исчерпывающими, кроме, возможно, последнего. Из определения можно показать, что любая последовательность S имеет только одну исчерпывающую историю, и эта история имеет наименьшее количество компонентов из всех возможных историй S. Наконец, количество компонентов этой уникальной исчерпывающей истории S называется сложностью Лимпеля-Зива и обозначается как С.

## Алгоритм
Для вычисления данной сложности существует эффективный алгоритм за линейное количество операций {\displaystyle ({\displaystyle {\mathcal {O}}(n)})}
Формальное описание этого метода задается следующим алгоритмом:
- i = p-1, p-указатель (см. выше)
- u-длина текущего префикса

- v-длина текущего компонента для текущего указателя p
- vmax-конечная длина, используемая для текущего компонента (наибольшая из всех возможных указателей p)

- C-сложность Лемпеля-Зива, увеличивающаяся итеративно.

```
i
 
:=
 
0

C
 
:=
 
0

u
 
:=
 
0

v
 
:=
 
0

vmax
 
:=
 
0

while
 
u
 
+
 
v
 
<=
 
n
 
do

    
if
 
S
[
i
 
+
 
v
]
 
=
 
S
[
u
 
+
 
v
]
 
then
 

        
v
 
:=
 
v
 
+
 
1

    
else
 

        
vmax
 
:=
 
max
(
v
,
 
vmax
)

        
i
 
:=
 
i
 
+
 
1

        
v
 
:=
 
1

        
if
 
i
 
=
 
u
 
then
 

            
C
 
:=
 
C
 
+
 
1

            
u
 
:=
 
u
 
+
 
vmax

            
i
 
:=
 
0

        
end
 
if

    
end
 
if

end
 
while

if
 
v
 
!
=
 
1
 
then

    
C
 
:=
 
C
 
+
 
1

end
 
if

```

Код на JavaScript (Сложность выше линейной)
```
function
 
isSubArray
(
subArr
,
 
mainArr
)
 
{

	
var
 
length
 
=
 
mainArr
.
length
 
-
 
subArr
.
length
;

	
for
(
var
 
i
 
=
 
0
;
 
i
 
<=
 
length
;
 
++
i
)
 
{

		
for
(
var
 
j
 
=
 
0
;
 
j
 
<
 
subArr
.
length
;
 
++
j
)
 
{

			
if
(
subArr
[
j
]
 
!==
 
mainArr
[
i
 
+
 
j
])
 
break
;

			
if
(
j
 
+
 
1
 
===
 
subArr
.
length
)
 
return
 
true
;

		
}

	
}

	
return
 
false
;

}

function
 
C
(
arr
)
 
{

	
var
 
start
 
=
 
0
;

	
var
 
ptr
 
=
 
1
;

	
var
 
steps
 
=
 
0
;

	

	
while
(
ptr
 
<=
 
arr
.
length
)
 
{

		
while
(
ptr
 
<=
 
arr
.
length
 
&&
 
isSubArray
(
arr
.
slice
(
start
,
 
ptr
),
 
arr
.
slice
(
0
,
 
start
)))
 
++
ptr
;

		
start
 
=
 
ptr
;
 
++
ptr
;

		
++
steps
;

	
}

	

	
return
 
steps
;

}

```